# Kreator
Kreator — немецкая трэш-метал-группа, основанная в 1982 году в Эссене. Название группы происходит от лат. create — «создавать», «творец», а также от имени демона в древненемецкой мифологии. Однако существует и иная трактовка этого названия («Kreatur» с немецкого языка переводится как «тварь» или «создание»).
В 1980-х годах группа приложила много усилий к распространению трэш-метала, а также повлияла своим творчеством на становление стиля дэт-метал.
Kreator хорошо известен за пределами Германии наряду с такими немецкими коллективами, как Destruction, Sodom и Tankard. Эти четыре группы составляют так называемую «большую тевтонскую четверку трэш-метала».

## История

### Ранний период.Endless Pain(1982—1985)
Группа образовалась в 1982 году в западногерманском городе Эссен, трое школьных друзей Миланд (Милле) Петроцца, Роберто (Роб) Фиоретти и Юрген (Вентор) Райль решили собираться вместе, чтобы играть полюбившуюся тогда всем троим музыку NWOBHM и группы Venom. Петроцца играл на гитаре, Фиоретти на бас-гитаре, а Райль на барабанах. Результатом встреч стало то, что ребята всерьёз решили попробовать создать небольшую музыкальную группу. Год начинающий коллектив был занят поисками дополнительных музыкантов и выбором названия (одним из самых вероятных вариантов могло быть Metal Militia). Так никого и не найдя, в 1983 году они решили, что основным вокалистом группы станет Юрген Райль. Оставшись втроём, музыканты выбрали окончательное название — Tormentor (рус. мучитель), под которым выпустили две демозаписи «Blitzkrieg» (1983) и «End of the World» (1984).
«End of the World» заинтересовалась западноберлинская студия Noise, с которой в 1985 году был подписан договор. К этому моменту группа под именем Tormentor уже существовала, поэтому было решено сменить название на Kreator, которое, к тому же, показалось музыкантам более оригинальным. Уже вскоре, в том же году, группа выпустила свой дебютный альбом Endless Pain (рус. Бесконечная боль), который был записан за 10 дней. На альбоме Милле Петроцца был не единственным вокалистом, песни 1, 3, 5, 7 и 9 исполнил барабанщик Вентор, гитарист же спел 2, 4, 6, 8 и 10 песни соответственно. Этот альбом стал первым широко известным трэшевым альбомом, выпущенным в ФРГ, композиция «Flag of Hate» стала первым хитом Kreator, а уже через несколько месяцев команда впервые попала в телеэфир.

### Путь к славе.Pleasure To Kill,Terrible Certainty(1986—1988)
Kreator нуждались во втором гитаристе и для участия в концертах пригласила Михаэля Вульфа из Sodom, но он продержался в Kreator совсем недолго, и группа вернулась к формату трио. В 1986 году был записан и издан второй альбом группы, Pleasure to Kill (рус. Удовольствие убивать). Вокальные партии на этот раз музыканты поделили между собой так: три песни исполнил Вентор, пять — Петроцца. Альбом продюсировал знаменитый в то время Харрис Джонс, работавший с такими коллективами, как Helloween, Voivod, Sodom, Deathrow, Tankard и др. Pleasure to Kill продемонстрировал серьёзно возросший уровень музыкантов в техническом и музыкальном плане. Эта пластинка по сей день считается важной вехой в истории трэш-метала и одной из самых тяжёлых и быстрых трэш-альбомов в истории, повлияв на формирование стиля многих будущих дэт-метал групп, а сама группа стала одним из самых многообещающих музыкальных проектов европейской метал-сцены. Только через 31 год после его выпуска Pleasure to Kill попал в немецкие чарты альбомов. После выпуска альбома группа начала своё самое первое турне (до выпуска Pleasure to Kill у Kreator в активе было всего-навсего 5 выступлений). Объехав Германию с группами Destruction и Rage, команда совершила круиз по Англии вместе с Celtic Frost, а также посетила США (где она открывала Voivod в их туре в поддержку Killing Technology) и Канаду. Год музыканты завершили выпуском миньона Flag of Hate, содержащего новую версию заглавной композиции, впервые появившейся на Endless Pain, здесь зазвучавшую ещё злее и агрессивнее, а также два новых трека. Позже три эти дорожки вошли в ремастер-версию альбома Pleasure to Kill. В октябре 1986 года в группу приходит гитарист Йорг Тржебъятовски.
В 1987 году Kreator выпускают альбом Terrible Certainty, который часто считается высококачественным альбомом Kreator, поскольку аранжировки на альбоме были более сложными, а темп — более разнообразным. Песня «Behind the Mirror» стала следующим хитом группы. На песню «Toxic Trace» был снят первый клип, открывший группе дорогу на MTV. Это способствовало значительному увеличению продаж альбома. Популярность музыкантов продолжала расти. Группа отправилась с гастролями по Соединённым Штатам, а также выступала в Канаде вместе с Voivod. Terrible Certainty разошёлся в количестве 100 тысяч экземпляров, что очень много для команды подобного профиля. После второго турне по ФРГ Kreator стали пользоваться популярностью и в Англии, куда вскоре отправились с гастролями. К этому моменту Kreator уже стали хедлайнерами своих собственных туров, а также выступали в театрах и на аренах с такими группами, как Megadeth, Overkill, D.R.I. и Holy Terror.
В 1988 году Kreator удалось собрать достаточно средств и профинансировать выпуск ещё одного миньона Out of the Dark… Into the Light (рус. Из тьмы… На свет). Часть материала была записана в студии, часть — концертные выступления.

### Мировое признание.Extreme Aggression,Coma Of Souls(1989—1991)
В 1989 году вышел альбом Extreme Aggression (рус. Экстремальная агрессия). Этот альбом был записан в Лос-Анджелесе на студии Music Grinder продюсером Рэнди Бернсом (Megadeth). Это первый альбом, в котором все вокальные партии исполнил Милле; он также исполнил все гитарные партии. Пластинка стала переломным этапом в истории группы, которая приобрела всемирную известность. Однако альбом не попадал в немецкие чарты альбомов до 28 лет после его выпуска. Песня «Betrayer», клип на которую был снят на руинах Греческого Акрополя, стала MTV-хитом и долгое время звучала в программе MTV Headbangers Ball. Также синглы с альбома звучали на калифорнийской радиостанции KNAC. Некоторые критики обвинили группу в излишней «чистоте» звука, но это не поколебало репутацию Kreator. Команда отправилась в большой тур по Европе с группой Raven. Вслед за европейскими гастролями группу покинул Триц, на смену которому пришёл Фрэнк (Blackfire) Годжик из Sodom. C новым гитаристом Kreator поехали с гастролями в США.
В начале 1990 года группа выступала на трэш-фестивале в восточном Берлине вместе с группами Tankard, Coroner и Sabbat, который был посвящён сносу Берлинской стены. На концерте присутствовало свыше 6 тысяч зрителей. Это шоу и стало первым видеорелизом группы, вышедшим в этом же году под названием Live in East Berlin на VHS. Летом в Западном Берлине, Kreator приступили к записи очередного альбома, позже отправившись в Эссен на встречу с Бернсом, который прослушал новый материал. После чего, для окончательной доработки, музыканты снова поехали в Лос-Анджелес. Альбом под названием Coma of Souls (рус. Кома душ) вышел в конце 1990 года. На песню «People Of The Lie» был снят клип. Музыканты провели успешный тур по США вместе с группой Morgoth, после чего взяли короткий отдых, во время которого Милле Петроцца помог группе Protector записать очередной альбом. Также, было выпущено видео Hallucinative Comas (Галлюцинирующие Комы, которое содержало в себе часть видеоклипов с альбома Coma Of Souls, а параллельно показана история Доктора Вагнера, исследующего насилие как искусство, в итоге сойдя с ума и начав убивать женщин в качестве жертвоприношений.

### Начало «эпохи экспериментов».Renewal(1992—1993)
В начале 1990-х на фоне падения интереса к металу, и трэшу в частности, многие коллективы, играющие в этом стиле, стали уходить от своего классического стиля и начали экспериментировать со звучанием. Не избежал этого и Kreator. 1992 год группа начала с успешного тура по Южной Америке, после чего выпустила свой шестой полноформатный альбом Renewal (рус. Обновление), спродюсированный Томом Моррисом, на котором были использованы элементы индастриала (на музыкантов сильное влияние в то время оказали земляки из Einsturzende Neubauten). В песнях впервые были использованы клавишные, а Милле Петроцца сменил стиль пения, попробовав более чистый вокал. Этот альбом вызвал много критики и раскол в рядах фанатов. Одни обвиняли команду в отходе от трэшевой бескомпромиссной стилистики, других, наоборот, вполне устраивало новое, слегка экспериментальное звучание Kreator. Гитары были прописаны нетипичным образом для группы. Вместе с новой манерой пения Милле, название альбома полностью себя оправдало. Стоит отметить и соло-партии обоих гитаристов. Даже несколько хаотичные соло Милле преобразились, в них то и дело проблескивали мелодии, но они оставались такими же брутальными. В заключительной композиции «Depression Unrest» Петроцца превзошёл себя по мелодичности в соло, а завершило альбом атмосферное соло Годжика. В небольшом по продолжительности «Renewal» отсутствуют паузы между треками, благодаря чему он может восприниматься как концептуальный альбом. На песню «Renewal» в Израиле в одной из пустынь был снят клип. Индустриальный инструментальный трек «Realitatskontrolle» был написан под влиянием романа Джорджа Оруэлла «1984». А в «Karmic Wheel» использован отрывок звука телеэфира, запечатлевшего прилюдное самоубийство на собственной пресс-конференции американского политика Роберта Дуайера.
После релиза музыканты отправились в мировой тур, в ходе которого впервые приехали в Россию, отыграв концерт в Москве в ДК Горбунова в рамках фестиваля «Железный Марш» под патронажем Сергея «Паука» Троицкого, заигрывающего с нацизмом. Музыканты Kreator были очень сконфужены и даже были вынуждены в интервью открещиваться от принадлежности к правому крылу, несмотря на то, что было известно об антифашистской направленности Kreator. После австралийской части турне группу покинул один из её основателей — басист Роб Фиоретти, объяснив причину ухода также желанием проводить больше времени с семьёй. Ему на смену пришёл Андреас Герц.

### Cause For Conflict(1994—1996)
Герц пробыл в команде всего два года и не участвовал ни в одном официальном релизе группы, в 1994 году его заменил Кристиан «Speesy» Гизлер, который являлся басистом Kreator вплоть до 2019 года. В том же году из группы ушёл ещё один её основатель — барабанщик Вентор (Юрген Райль), оставив Милле Петроцца единственным музыкантом из оригинального состава коллектива. Новым барабанщиком стал Джо Кангелоси (Joe Cangelosi, ex-Whiplash). Помимо проблем с составом, 1994 год ознаменовался разрывом контракта с многолетним лейблом группы Noise и переходом на G.U.N. Records.
Первым релизом на новом лейбле стал альбом Cause for Conflict (рус. Причина конфликта), вышедший в августе 1995 года. Песни «Lost» и «Isolation» сопровождались видеоклипами. Kreator попытались вернуться к своему старому стилю, однако альбом вновь получился отчасти экспериментальным, теперь музыку коллектива можно было отнести к жанру техно-трэша, кроме того, Петроцца продолжал эксперименты с вокалом. На «Cause For Conflict» упор был сделан на технику игры музыкантов, в частности, нового барабанщика, который продемонстрировал очень высокий профессиональный уровень. Однако уже к концу года Джо Кангелоси ушёл из группы, а на его место вернулся Вентор.
В марте 1996 года Kreator выпустили свой первый сборник Scenarios of Violence (рус. Сценарий насилия), который содержал записи группы 1987—1992 годов, перемикшированные несколько треков с «Renewal», а также две ранее не издававшиеся песни. В группе вновь произошли изменения в составе, коллектив покинул гитарист Фрэнк Годжик, на смену которому пришёл гитарист Томми Веттерли (он же Tommy T. Baron) из группы Coroner, годом ранее временно прекратившей своё существование.

### «Депрессивное» звучание.Outcast,Endorama(1997—2000)
Летом 1997 года выходит новый альбом, названый Outcast (рус. Изгой). Группа вновь стала экспериментировать, применяя клавишные и электронику. Музыка на пластинке, в сравнении с предыдущими работами, стала менее «тяжёлой», но при этом более «мрачной», в связи с чем некоторые фанаты определяли жанр альбома, как atmospheric thrash. На песню «Leave This World Behind» был снят клип.
В феврале 1998 года, сразу после завершившегося Outcast Tour, Kreator приступили к написанию нового альбома, впервые не прибегая к помощи стороннего продюсера. Место за режиссёрским пультом занял Милле Петроцца, который во время записи также брал уроки вокала у бывшей рок-певицы Гудрун Лаос. К маю основной материал был готов, после чего группа посетила один из крупнейших метал-фестов Dynamo Open Air, выступив перед более чем 30000-й аудиторией, а также побывала в небольшом южно-американском туре. Вернувшись в студию в октябре, группа закончила запись нового альбома в середине января следующего года. Так долго команда раньше не записывалась никогда.
В начале 1999 года у группы вновь начались проблемы со звукозаписывающей компанией, в результате, выпустив в апреле на «G.U.N Records» сборник Voices of Transgression – A 90's Retrospective, группа оставила лейбл и перешла на Drakkar records. Альбом под названием Endorama (рус. Внутренний дух) вышел в свет также в апреле 1999 года уже на новом лейбле. Команда удивила всех, практически полностью отойдя от трэша. Эксперименты, начатые на Outcast, на Endorama достигли наивысшей точки развития, музыка стала очень мелодичной и ещё более лёгкой, с обильным применением клавишных, электроники и «чистого» вокала Милле Петроцца. Мнения поклонников удивляли своей диаметральной противоположностью: от «лучшего альбома группы» до «полного провала». Многие охарактеризовали жанр альбома, как готик-метал, и небезосновательно, лишним подтверждением этого было то, что заглавную песню на альбоме Милле Петроцца исполнял дуэтом с Тило Вольффом, фронтменом швейцарской готической группы Lacrimosa, приглашённым в качестве гостя. На песни «Endorama» (с участием Тило Вольффа) и «Chosen few» были сняты видеоклипы, а последняя вошла в саундтрек к немецкому фильму «Track»(«Ложный след» 1999 г.). Отправившись в тур, группа не избежала проблем, отыграв на концертах совсем немного, из состава выпал Томми Веттерли, получивший травму (растяжение сухожилия). Kreator прибегли к помощи финского гитариста Сами Или-Сирнио, бывшего участника группы Waltari, пригласив его в качестве сессионного музыканта.
Милле Петроцца так высказался по поводу коммерческого и критического упадка группы на тот момент: «Для нас успех определяется не продажами пластинок. Так что все наши альбомы были для нас успешными, потому что мы достигли того, к чему стремились…»
2000 год группа начала, продолжив гастроли, и в марте даже приехала в Москву во второй раз в своей истории. В мае команда выпустила сингл Chosen Few с последнего альбома, а завершила год, выпустив в декабре очередной сборник Past Life Trauma (1985-1992). Он содержал треки, записанные между 1985 и 1992 годом, включая 4 ранее не издававшиеся композиции. В этом же году высокий статус Kreator подтвердился выходом трибьютного альбома Raise The Flag Of Hate, в записи которого участвовали такие группы как Pazuzu, Angel corpse, Acheron, Mystifer и другие.

### Возвращение к корням. Новый виток славы.Violent Revolution(2001—2003)
В 2001 году в коллективе происходит изменение в составе — уходит гитарист Томми Веттерли, на его место приходит уже знакомый Сами Или-Сирнио. Стоит отметить, что в том же году он вернулся в свою старую группу Waltari и с этого момента начал совмещать работу в двух коллективах. В начале года Kreator в новом составе приступили к записи материала для своего следующего альбома вместе с продюсером Энди Снипом в студиях «Backstage Studios» в Ноттингеме и в «Area 51» в Германии. Пластинка вышла в сентябре 2001 года под названием Violent Revolution (рус. Насильственная революция) на новом лейбле SPV, на которой музыканты, закончив «эпоху экспериментов», вернулись к своему «классическому» звучанию. Альбом был тепло встречен как фанатами группы, так и музыкальными критиками, вернув группе и былую популярность, и она получила выгоду от движения возрождения трэш-метала в 2000-х, возглавляемого также такими группами, как Overkill, Slayer, Megadeth, Exodus и Testament. На заглавную композицию был снят видеоклип. В ноябре Kreator отыграли небольшой тур вместе с Cannibal Corpse, а через месяц, в конце декабря, отправились в крупнейшее мировое турне Hell Comes To Your Town! вместе с двумя другими легендарными немецкими трэш-группами Sodom и Destruction, продлившееся практически весь следующий год. Тур завершился в ноябре 2002 года, уже без Sodom, которые «откололись» из-за разногласий с Destruction.
Милле отметил, что у Сами получается разбавлять своими мелодиями их брутальные риффы. Этот музыкант имеет классическое музыкальное образование и владеет шестиструнной акустической гитарой.
Удачно проведенный тур был запечатлён на видео, и летом 2003 года группа представила сразу два релиза: свой первый концертный альбом Live Kreation и свой первый DVD Live Kreation - Revisioned Glory. Аудиодиск содержал 24 трека, записанных в течение тура 2001—2002, DVD представлял собой 19 песен, записанных на лучших шоу тура, а также, в качестве бонуса, краткую видеоисторию Kreator и все клипы коллектива, имевшиеся на тот момент. В октябре группа отправилась в американский концертный тур Art Of Noise Part 2, в котором также приняли участие группы Nile, Vader, Amon Amarth и Goatwhore.

### Enemy Of God(2004—2007)
В мае 2004 года музыканты приступили к записи нового материала, вновь на Backstage Studios с Энди Снипом. А Милле Петроцца отметился интересным фактом, приняв участие в детском телешоу, которое было посвящено рок-музыке.

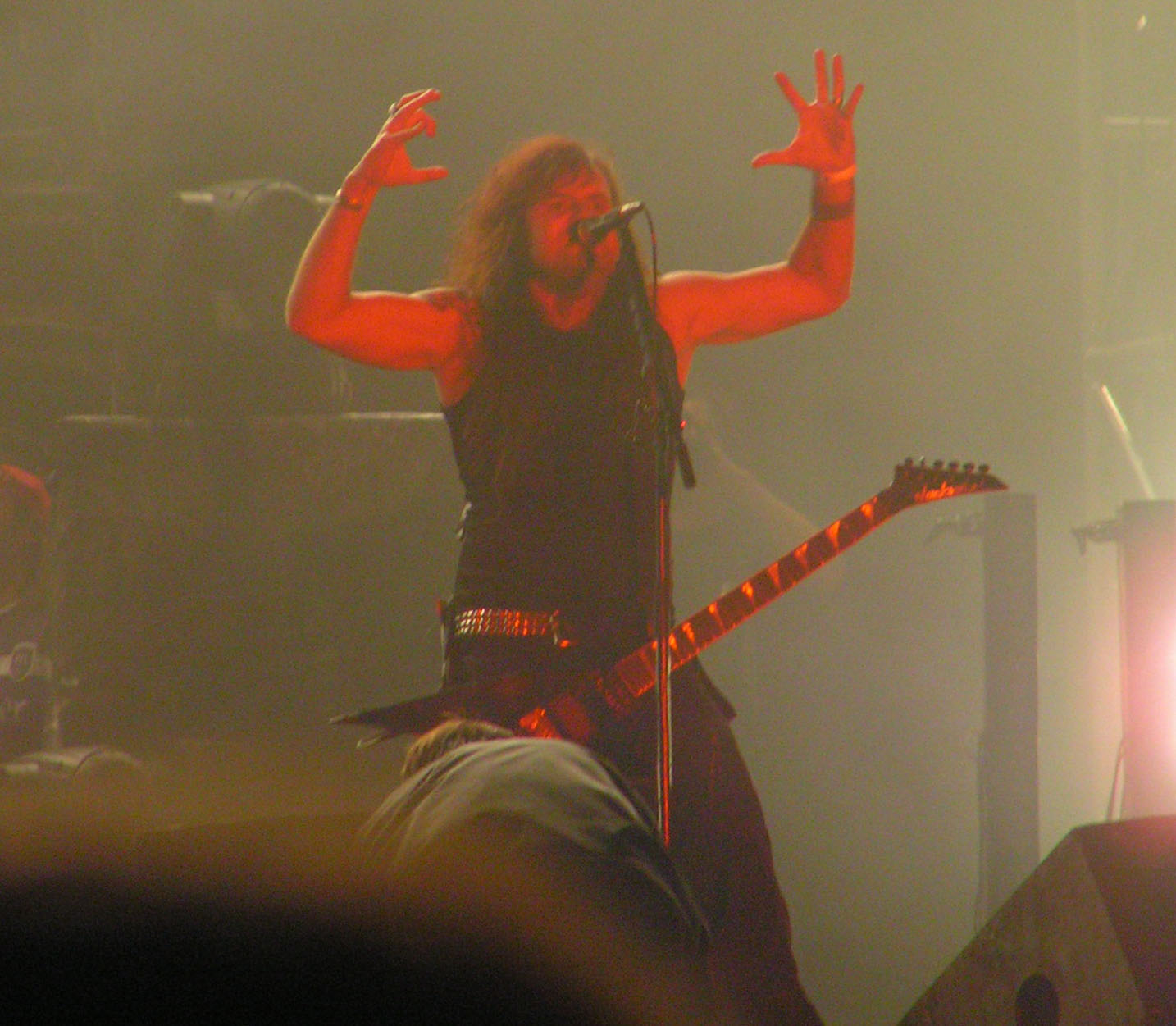
Милле Петроцца. 2005 год.

В январе 2005 года вышел следующий альбом группы — Enemy of God (рус. Враг божий). По словам Милле, название пластинки имеет отношение к актуальной проблеме сегодняшнего общества — терроризму.

«В последние годы эта тема становится все более и более актуальной для мирового сообщества. Религиозные мотивы зачастую являются причиной кровопролитных войн, когда „праведники“, сторонники одной религии, считают своим долгом истреблять „неверных“, то есть „врагов Бога“. Их Бога.»

Музыкально Kreator продолжили линию, начатую на Violent Revolution, записав новый альбом в том же трэшевом стиле. На песни «Impossible brutality» и «Enemy of God» были сняты видеоклипы. Тур, организованный в поддержку альбома, стал для команды одним из самых успешных за несколько лет, в ходе которого музыканты посетили даже Африку. Кроме того, в песне «Murder Fantasies» принял участие гитарист группы Arch Enemy Майкл Эмотт.
2006 год группа начала с премьеры ещё одного клипа к заглавной песне своего последнего на тот момент альбома, переиздание которого выпустила в конце года в виде диджипака Enemy of God: Revisited DVD + CD, содержавшего сам альбом c бонусными треками и огромное количество видеобонусов на DVD, в частности, выступление группы на фестивале Wacken 2005. Помимо всего, музыканты продолжали активно гастролировать.
В 2007 году Kreator выступали на различных фестивалях и выезжали в короткие туры, в частности, весной группа побывала в туре вместе с Celtic Frost, а осенью впервые приехала на Украину на фестиваль EXTREME POWER OPEN AIR в качестве хедлайнера. В апреле коллектив выпустил переиздание альбома Endorama ограниченным тиражом на виниле. Попутно музыканты начали работу над новым материалом.

### Hordes Of ChaosиPhantom Antichrist(2008—2017)
В марте 2008 года коллектив выпустил DVD At the Pulse of Kapitulation, включавший два старых видеорелиза группы, ранее доступных на VHS, Live in East Berlin и Hallucinative Comas. Последняя была сильно отредактирована режиссёром Андреасом Маршаллом — был сделан упор на историю о Докторе Вагнере, интервью музыкантов отсутствовали. Концерт в Восточном Берлине также подвергся редакции. Ранее не издававшимся бонусом на данном DVD явился документальный фильм о влиянии сноса Берлинской стены и воссоединения ФРГ с ГДР на поклонников тяжёлой музыки Восточной Германии.
Летом музыканты отправились в берлинскую студию Tritonus вместе с продюсером Мойзесом Шнайдером для записи нового альбома, отличительной особенностью которого стало то, что он записывался «вживую».
Двенадцатый по счету студийный альбом Hordes of Chaos (рус. Орды хаоса) Kreator выпустили в январе 2009 года, вслед за чем последовало турне 2009 года. В феврале состоялась премьера клипа к заглавной песне пластинки. В конце 2009 года Райль был вынужден пропустить некоторые даты тура из-за личных проблем, и его место временно занял Марко Миннеманн.
В начале 2010 года Милле Петроцца объявил о юбилейном туре в честь 25-летия группы. Kreator открыли голосование на своем форуме в Интернете, где фанатам предлагалось высказывать мнение о песнях, которые они хотели бы услышать на концерте. Голосование длилось до 1 февраля. В то же время группа объявила о смене лейбла, подписав контракт с легендарным Nuclear Blast. Вместе с Mille Petrozza, Kreator войдут в студию в январе 2012 года, чтобы начать работу над своим следующим альбомом с продюсером Йенсом Богреном (Jens Bogren).
1 июня 2012 года состоялся релиз тринадцатого альбома группы под названием Phantom Antichrist, в котором по сравнению с предыдущими тремя альбомами музыканты добавили мелодичности, а также больше соло-партий. Две альбомные песни «Phantom Antichrist» и «Civilisation Collapse» были выпущены в качестве синглов, а также на них были сняты видеоклипы. В сингл «Phantom Antichrist» вошла также кавер-версия песни Iron Maiden «The Number Of The Beast», а в сингл «Civilisation Collapse» — песня «Wolfchild», взятая из Dark Symphonies — A Tribute To John Sinclair. Осенью Kreator выступили сохэдлайнерами 23-дневного турне по Северной Америке вместе с коллегами по лейблу Nuclear Blast Accept. Тур под названием Teutonic Terror Attack 2012 Tour проходил при поддержке финской группы Swallow the Sun.

### Gods of ViolenceиHate Über Alles(с 2017)
В интервью в ноябре 2013 года Милле Петроцца заявил, что Kreator приступят к работе над своим четырнадцатым студийным альбомом, который планировался выйти в 2016 году, после тура Phantom Antichrist. 30 августа того же года они выпустили двухдисковый концертный альбом под названием Dying Alive. Он содержал 24 трека, записанных в Turbinehalle в Оберхаузене, Германия. 14 октября 2016 года было объявлено, что четырнадцатый студийный альбом Kreator будет называться Gods of Violence, и релиз состоится 27 января 2017 года. Музыкальное видео на заглавный трек альбома было выпущено 18 ноября 2016 года. На песни «Satan is Real», «Totalitarian Terror» и «Fallen Brother» также были сняты видеоклипы. В качестве продюсера выступил Йенс Богрен. В альбоме использовались оркестровые аранжировки. Gods of Violence получил в целом положительные отзывы, и их первый альбом достиг первого места в немецких чартах. В поддержку альбома группа отправилась в турне по Европе, где она была хедлайнером. Также в марте и апреле 2017 года группа участвовала в туре журнала Decibel с Obituary. В Австралии группа выступала в сентябре вместе с Vader. Группа также участвовала в двух турах в 2018 году: одном в Европе с Decapitated и Dagoba в январе, а затем в совместном турне по США с Sabaton в феврале и марте.
Спустя три месяца после выхода Gods of Violence Петроцца упомянул о последующем альбоме: «Может быть, мы будем работать с другим продюсером. Может быть, отправимся в другую страну, чтобы записать альбом. Возможно, нам стоит написать более металлический альбом или более трэш-металлический. Что бы мы ни чувствовали, в первую очередь, это самое главное. Время покажет.» В сентябрьском интервью с австралийским Silver Tiger Media Петроцца заявил, что Kreator выпустит альбом после «Gods of Violence», но «пока нет». В феврале 2018 года, когда у него спросили о будущем группы, Петроцца сказал: «Я думаю, что мы собираемся отдохнуть годик и затем сделать новую запись. Посмотрим, что произойдет. Я не подвергаю себя давлению. Посмотрим, как я себя буду чувствовать после этого тура, и если у меня появятся идеи для новой музыки, я забронирую студию и начну работать с демозаписями, как только у меня появится время. И потом я придумаю кое-что новое.» Он рассказал журналу Guitar Interactive в июле 2018 года, что Kreator в 2019 году сосредоточится на написании нового альбома, который планируется выпустить летом 2020 года. В начале декабря 2018 года Kreator отправились в тур по Европе под названием «Европейский апокалипсис» с группами Dimmu Borgir, Hatebreed и Bloodbath. Было также объявлено, что заключительный концерт «Европейского Апокалипсиса» в Лондоне будет снят и выпущен в качестве концертного DVD в 2019 году. Kreator поддержат Slayer в их заключительном мировом туре и появятся на фестивале Santiago Gets Louder в Чили вместе с Anthrax и Pentagram Chile 6 октября 2019 года.
16 сентября 2019 года группа объявила о присоединении к ней Фредерика Леклера, бас-гитариста Dragonforce, заменившего Кристиана Гизлера, бывшего басистом группы на протяжении 25 лет.
26 марта 2020 года вышел сингл «666 — World Divided» и видеоклип. 20 июля 2020 года Петроцца выложил в своем Инстаграме селфи в студии, подтверждающее, что группа начала работать над следующим альбомом. Двумя месяцами позже он подтвердил, что группа пишет новый материал «последние пару месяцев» и что он записывает вокал для альбома. Kreator выступят в поддержку альбома в европейском туре с Lamb of God и Power Trip, который будет проходить в ноябре и декабре 2021 года. В интервью в марте 2021 года Петроцца раскрыл, что группа должна была начать запись нового альбома в феврале, но добавил, что эти планы были расстроены пандемией. Он также сказал, что хочет, чтобы «альбом вышел и группа сразу же отправилась в мировое турне» и добавил, что Артур Ризк спродюсирует его. В сентябре 2021 года группа объявила, что они начали запись альбома в Hansa Tonstudio в Берлине, Германия, с Ризком. В декабре 2021 года Милле объявил на своей странице в Instagram, что их новый альбом выйдет летом 2022 года, которому будет предшествовать новый сингл, который выйдет «скоро!». 4 февраля 2022 года группа выпустила заглавный трек с Hate Über Alles в качестве первого сингла с альбома и в тот же день объявила, что альбом выйдет 3 июня; видео на второй сингл с альбома, «Strongest of the Strong», вышло 8 апреля 2022 года. Третий сингл, «Midnight Sun», вышел 6 мая 2022 года, вдобавок было объявлено, что выход нового альбома откладывается до 10 июня 2022 года.
Kreator выступили в поддержку Hate Über Alles, отправившись в тур по Европе с Lamb of God, Thy Art Is Murder и Gatecreeper в конце 2022 года.
10 февраля 2023 года Kreator совместно с Lamb of God выпустили сингл «State Of Unrest» и анонсировали одноименный с песней тур по Европе, в который они отправились все с теми же Lamb of God.
31 июля 2023 года было объявлено, что Kreator (вместе с Destruction, Sodom и Tankard) включены в программу фестиваля Klash of the Ruhrpott, который должен состояться 20 июля 2024 года в амфитеатре Гельзенкирхена в Германии. Это первый раз, когда все группы «Большой тевтонской четверки» выступят вместе.

## Состав

### Текущий состав
- Миланд «Милле» Петроцца — вокал, гитара (с 1982)
- Юрген «Ventor» Райль — ударные (1982—1994, с 1996)
- Фредерик Леклер — бас-гитара (с 2019)
- Сами Или-Сирнио[англ.] — гитара (с 2001)

### Бывшие участники
- Роб Фиоретти — бас (1982—1992)
- Йорг «Триц» Тржебъятовски — гитара (1986—1989)
- Фрэнк «Блэкфайр» Годжик[англ.]Frank Blackfire — гитара (1989—1995)
- Андреас Герц — бас-гитара (1992—1994)
- Джо Кангелоси — ударные (1994—1995)
- Томми Веттерли — гитара (1995—2001)
- Кристиан «Speesy» Гизлер — бас-гитара (1994—2019)

### Гастролирующие музыканты
- Михаэль Вульф[англ.] — гитара (1986)
- Богус Руткевич — бас-гитара (1988)
- Марко Миннеманн[англ.] — ударные (2009)

## Дискография
- Endless Pain (1985)
- Pleasure to Kill (1986)
- Terrible Certainty (1987)
- Extreme Aggression (1989)
- Coma of Souls (1990)
- Renewal (1992)
- Cause for Conflict (1995)
- Outcast (1997)
- Endorama (1999)
- Violent Revolution (2001)
- Enemy of God (2005)
- Hordes of Chaos (2009)
- Phantom Antichrist (2012)
- Gods of Violence (2017)
- Hate Über Alles (2022)